# فهرست شعرهای نیما یوشیج
این صفحه فهرستی از شعرهای منتشرشدهٔ نیما یوشیج است.
| عنوان                                | تاریخ          | قالب                          | تعداد سطر |
| ------------------------------------ | -------------- | ----------------------------- | --------- |
| قصهٔ رنگ پریده خون‌سرد                 | ۱۲۹۹           | مثنوی                         | ۵۳۸       |
| ای شب                                | ۱۳۰۱           | نوعی ترکیب‌بند جدید            | ۶۶        |
| منت دونان                            | ۱۳۰۰           | قطعه                          | ۱۶        |
| افسانه                               | ۱۳۰۱           | نوعی مسمط                     | ۶۲۰       |
| شیر                                  | ۱۳۰۱           | مستزاد                        | ۱۴۵       |
| چشمه کوچک                            | ۱۳۰۲           | مثنوی                         | ۵۲        |
| یادگار                               | ۱۳۰۲           | مسمط                          | ۹۰        |
| انگاسی                               | ۱۳۰۲           | قطعه                          | ۱۲        |
| بز ملاحسن                            | ۱۳۰۲           | مثنوی                         | ۱۲        |
| گل نازدار                            | ۱۳۰۲           | مثنوی                         | ۴۶        |
| مفسدهٔ گل                             | ۱۳۰۲           | مثنوی                         | ۵۰        |
| گل زودرس                             | ۱۳۰۲           | غزل                           | ۱۴        |
| محبس                                 | ۱۳۰۳           | نوعی ترکیب‌بند                 | ۴۱۴       |
| خارکن                                | ۱۳۰۳           | ترکیب‌بند                      | ۴۲        |
| روبا و خروس                          | ۱۳۰۳           | قالب کهن                      | ۲۲        |
| جامهٔ نو                              | ۱۳۰۴           | مثنوی                         | ۱۲        |
| خانواده سرباز                        | ۱۳۰۴           | مسمط جدید                     | ۵۰۰       |
| از ترکش روزگار                       | ۱۳۰۵           | مسمط جدید                     | ۳۳        |
| به یاد وطنم                          | ۱۳۰۵           | چهارپاره                      | ۴۸        |
| بشارت                                | ۱۳۰۵           | قطعه                          | ۲۴        |
| تسلیم شده                            | ۱۳۰۵           | مسمط                          | ۲۵        |
| شمع کرجی                             | ۱۳۰۵           | مسمط                          | ۵۰        |
| قو                                   | ۱۳۰۵           | چهارپاره                      | ۴۴        |
| قلب قوی                              | ۱۳۰۵           | مسمط جدید                     | ۳۳        |
| گرگ                                  | ۱۳۰۵           | چهارپاره                      | ۲۴        |
| آواز قفس                             | ۱۳۰۵           | مسمط                          | ۱۰        |
| جامهٔ مقتول                           | ۱۳۰۵           | ترکیب‌بند                      | ۲۰        |
| نامه                                 | ۱۳۰۶           | قطعه                          | ۴۶        |
| پسر                                  | ۱۳۰۶           | مثنوی                         | ۲۴        |
| شهید گمنام                           | ۱۳۰۶           | مسمط جدید                     | ۸۵        |
| سرباز فولادین                        | ۱۳۰۶           | مسمط جدید                     | ۴۵۹       |
| انگاسی                               | ۱۳۰۷           | مثنوی                         | ۲۰        |
| به رسام ارژنگی                       | ۱۳۰۷           | قطعه                          | ۱۸        |
| خواجه احمدحسن میمندی                 | ۱۳۰۷           | مثنوی                         | ۱۶        |
| عبدالله طاهر و کنیزک                 | ۱۳۰۷           | ؟                             | ۱۶        |
| خروس ساده                            | ۱۳۰۷           | قطعه                          | ۱۲        |
| کرم ابریشم                           | ۱۳۰۸           | غزل                           | ۱۸        |
| اسب دوانی                            | ۱۳۰۸           | قطعه                          | ۱۲        |
| کچبی                                 | ۱۳۰۸           | مثنوی                         | ۱۰        |
| عقاب نیل                             | ۱۳۰۸           | قطعه                          | ۴۰        |
| عمو رجب                              | ۱۳۰۸           | مثنوی                         | ۲۰        |
| خریت                                 | ۱۳۰۸           | مثنوی                         | ۱۲        |
| صدای چنگ                             | ۱۳۰۸           | قطعه                          | ۱۲        |
| انگاسی                               | ۱۳۰۸           | مثنوی                         | ۸         |
| انگاسی                               | ۱۳۰۸           | مثنوی                         | ۱۴        |
| کبک                                  | ۱۳۰۸           | مثنوی                         | ۱۲        |
| خروس و بوقلمون                       | ۱۳۰۸           | قطعه                          | ۱۰        |
| عقوبت                                | ۱۳۰۸           | قطعه                          | ۸         |
| بهار                                 | ۱۳۰۸           | شعر به وزن عامیانه            | ۱۸        |
| سال نو                               | ۱۳۰۹           | مسمط جدید                     | ۲۰        |
| پرندهی منزوی                         | ۱۳۰۹           | قطعه                          | ۱۰        |
| آتش جهنم                             | ۱۳۰۹           | قطعه                          | ۱۲        |
| میرداماد                             | ۱۳۰۹           | غزل                           | ۱۶        |
| در جوار سخت‌سر                        | ۱۳۰۹           | مثنوی                         | ۴۴        |
| دیهقانا                              | ۱۳۰۹           | غزل                           | ۲۴        |
| خوشی من                              | ۱۳۱۰           | قطعه                          | ۱۴        |
| هیئت در پشت پرده                     | ۱۳۱۰           | غزل                           | ۱۲        |
| خاطرهٔ امز ناسر                       | ۱۳۱۰           | قطعه                          | ۳۸        |
| خاطرهٔ مبهم                           | ۱۳۱۰           | قطعه                          | ۱۴        |
| گنبد                                 | ۱۳۱۰           | مثنوی                         | ۲۰        |
| نعرهٔ گاو                             | ۱۳۱۰           | قطعه                          | ۴۰        |
| فضای بیچون                           | ۱۳۱۰           | قطعه                          | ۲۰        |
| صبح                                  | ۱۳۱۰           | شعری مرکب از ۱۰ بند سه مصراعی | ۲۰        |
| ققنوس                                | ۱۳۱۶           | نیمایی                        | ۵۰        |
| غراب                                 | ۱۳۱۸           | نیمایی                        | ۳۹        |
| مرغ غم                               | ۱۳۱۷           | نیمایی                        | ۳۵        |
| می‌خندد                               | ۱۳۱۸           | نیمایی                        | ۲۱        |
| دانیال                               | ۱۳۱۸           | مثنوی                         | ۱۵۲       |
| مرغ مجسمه                            | ۱۳۱۸           | چهارپاره                      | ۲۰        |
| وای بر من                            | ۱۳۱۸           | نیمایی                        | ۲۰        |
| پدرم                                 | ۱۳۱۸           | چهارپاره                      | ۶۴        |
| گل مهتاب                             | ۱۳۱۸           | نیمایی                        | ۶۳        |
| لاشخورها                             | ۱۳۱۸           | نیمایی                        | ۲۳        |
| ای عاشق فسرده                        | ۱۳۱۹           | چهارپاره مسمط                 | ۲۰        |
| زیبایی                               | ۱۳۱۹           | مثنوی                         | ۱۴۰       |
| خانه سریویلی                         | ۱۳۱۹           | نیمایی                        | ۸۶۵       |
| پریان                                | ۱۳۱۹           | نیمایی                        | ۱۶۶       |
| اندوهناک شب                          | ۱۳۱۹           | نیمایی                        | ۱۰۲       |
| هیبره                                | ۱۳۱۹           | مثنوی                         | ۱۶        |
| همسایگان آتش                         | ۱۳۱۹           | نیمایی                        | ۳۴        |
| شکسته پر                             | ۱۳۱۹           | نیمایی                        | ۲۷        |
| خنده سرد                             | ۱۳۱۹           | چهارپاره                      | ۲۴        |
| امید پلید                            | ۱۳۱۹           | نیمایی                        | ۹۳        |
| گمشدگان                              | ۱۳۲۰           | چهارپاره                      | ۲۴        |
| پانزده سال گذشت                      | ۱۳۲۰           | نیمایی                        | ۴۷        |
| وقت است                              | ۱۳۲۰           | قوالب کهن                     | ۱۰        |
| خواب زمستانی                         | ۱۳۲۰           | نیمایی                        | ۵۵        |
| من لبخند                             | ۱۳۲۰           | نیمایی                        | ۴۸        |
| لکه دار صبح                          | ۱۳۲۰           | نیمایی                        | ۳۱        |
| جغدی پیر                             | ۱۳۲۰           | چهارپاره                      | ۱۲        |
| ای آدم‌ها                             | ۱۳۲۰           | نیمایی                        | ۳۴        |
| یاد                                  | ۱۳۲۰           | نیمایی                        | ۲۵        |
| بوجهل من                             | ۱۳۲۰           | نیمایی                        | ۱۲        |
| نه او نمرده‌است                       | ۱۳۲۰           | نیمایی                        | ۴۸        |
| خرمن‌ها                               | ۱۳۲۱           | نیمایی                        | ۱۳        |
| در سایه خود                          | ۱۳۲۱           | نیمایی                        | ۱۸        |
| تابناک من                            | ۱۳۲۱           | نیمایی                        | ۱۴        |
| نیما                                 | ۱۳۲۱           | نیمایی                        | ۲۱        |
| بازگردان تن سرگشته                   | ۱۳۲۱           | نیمایی                        | ۲۲        |
| منظومه به شهریار                     | ۱۳۲۲           | نیمایی                        | ۴۲۱       |
| با غروبش                             | ۱۳۲۳           | چهارپاره                      | ۲۰        |
| مادری و پسری                         | ۱۳۲۳           | نیمایی                        | ۱۵۸       |
| ناروایی به راه                       | ۱۳۲۳           | نیمایی                        | ۶۲        |
| مردگان موت                           | ۱۳۲۳           | نیمایی                        | ۳۴        |
| کینهٔ شب                              | ۱۳۲۲           | نیمایی                        | ۴۴        |
| ناقوس                                | ۱۳۲۳           | نیمایی                        | ۳۲۸       |
| مانلی                                | ۱۳۲۴           | نیمایی                        | ۱۰۱۶      |
| پی‌دار و چوپان                        | ۱۳۲۴           | نیمایی                        | ۳۷۳       |
| بخوان ای همسفر با من                 | ۱۳۲۴           | نیمایی                        | ۶۲        |
| گنج است خراب را                      | ۱۳۲۴           | چهارپاره                      | ۲۴        |
| داستانی نه تازه                      | ۱۳۲۵           | مسمط جدید                     | ۲۰        |
| شب دوش                               | ۱۳۲۵           | مسمط جدید                     | ۲۴        |
| روز بیست و نهم                       | ۱۳۲۵           | چهارپاره                      | ۵۲        |
| حباب                                 | ۱۳۲۵           | چهارپاره                      | ۲۴        |
| شب قورق                              | ۱۳۲۵           | چهارپاره                      | ۱۶        |
| کار شب‌پا                             | ۱۳۲۵           | نیمایی                        | ۱۴۰       |
| وقت تمام                             | ۱۳۲۵           | نیمایی                        | ۱۷        |
| که می‌خندد؟ که گریان است؟             | ۱۳۲۵           | نیمایی                        | ۳۱        |
| از عمارت پدرم                        | ۱۳۲۵           | مسمط جدید                     | ۱۸        |
| خروس می‌خواند                         | ۱۳۲۵           | نیمایی                        | ۴۵        |
| او را صدا بزن                        | ۱۳۲۵           | نیمایی                        | ۵۲        |
| پادشاه فتح                           | ۱۳۲۶           | نیمایی                        | ۱۷۵       |
| از دور                               | ۱۳۲۶           | چهارپاره                      | ۱۶        |
| گندنا                                | ۱۳۲۶           | چهارپاره                      | ۱۲        |
| روی جدارهای شکسته                    | ۱۳۲۶           | نیمایی                        | ۶۰        |
| در فروبند                            | ۱۳۲۷           | چهارپاره                      | ۳۶        |
| نام بعضی نفرات                       | ۱۳۲۷           | نیمایی                        | ۱۴        |
| عود                                  | ۱۳۲۷           | چهارپاره                      | ۲۸        |
| آقا توکا                             | ۱۳۲۷           | نیمایی                        | ۵۵        |
| جوی می‌گرید                           | ۱۳۲۷           | نیمایی                        | ۱۴        |
| می‌خندد                               | ۱۳۲۷           | چهارپاره                      | ۱۲        |
| آن که می‌گرید                         | ۱۳۲۷           | نیمایی                        | ۳۷        |
| ابجد                                 | ۱۳۲۷           | نیمایی                        | ۱۲        |
| مهتاب                                | ۱۳۲۷           | نیمایی                        | ۲۸        |
| در شب تیره                           | ۱۳۲۷           |                               | ۱۴        |
| او به رؤیایش                         | ۱۳۲۷           | نیمایی                        | ۱۳۸       |
| شاه کوهان                            | ۱۳۲۷           | چهارپاره                      | ۳۲        |
| تلخ                                  | ۱۳۲۷           | مسمط جدید                     | ۱۵        |
| در اجاق سرد                          | ۱۳۲۷           | نیمایی                        | ۱۵        |
| هنگام که گریه می‌دهد ساز              | ۱۳۲۷           | نیمایی                        | ۱۸        |
| مرگ کاکلی                            |                | چهارپاره                      | ۲۰        |
| با قطار شب و روز                     | ۱۳۲۸           | نیمایی                        | ۲۵        |
| ماخ اولا                             | ۱۳۲۸           | نیمایی                        | ۲۶        |
| بر فراز دشت                          | ۱۳۲۸           | نیمایی                        | ۲۲        |
| سوی شهر خاموش                        | ۱۳۲۸           | نیمایی                        | ۲۱۰       |
| جاده خاموش است                       | ۱۳۲۸           | نیمایی                        | ۲۰        |
| بر فراز دودهایی                      | ۱۳۲۸           | نیمایی                        | ۱۶        |
| باد می‌گردد                           | ۱۳۲۸           | نیمایی                        | ۲۲        |
| نطفه‌بند دوران                        | ۱۳۲۹           | نیمایی                        | ۳۲        |
| هاد                                  | ۱۳۲۹           | نیمایی                        | ۶۹        |
| در ره نهفت و فراز ده                 | ۱۳۲۹           | نیمایی                        | ۳۴        |
| یک نامه به یک زندانی                 | ۱۳۲۹           | نیمایی                        | ۲۶۷       |
| در بسته‌ام                            | ۱۳۲۹           | نیمایی                        | ۳۹        |
| چراغ                                 | ۱۳۲۹           | نیمایی                        | ۴۶        |
| در شب سرد زمستانی                    | ۱۳۲۹           | نیمایی                        | ۱۶        |
| تا صبح دمان…                         | ۱۳۲۹           | چهارپاره                      | ۱۶        |
| هنوز از شب…                          | ۱۳۲۹           | نیمایی                        | ۸         |
| مرغ شباویز                           | ۱۳۲۹           | نیمایی                        | ۱۴        |
| شب است                               | ۱۳۲۹           | نیمایی                        | ۱۲        |
| مرغ آمین                             | ۱۳۳۰           | نیمایی                        | ۱۶۷       |
| حکایت                                | ۱۳۳۰           | قطعه                          | ۲۰        |
| قایق                                 | ۱۳۳۱           | نیمایی                        | ۳۶        |
| آهنگر                                | ۱۳۳۱           | نیمایی                        | ۲۴        |
| نخستین ساعت شب                       | ۱۳۳۱           | نیمایی                        | ۳۲        |
| خونریزی                              | ۱۳۳۱           | نیمایی                        | ۲۹        |
| داروگ                                |                | نیمایی                        | ۱۰        |
| خانه‌ام ابری ست                       |                | نیمایی                        | ۱۵        |
| ری‌را                                 | ۱۳۳۱           | نیمایی                        | ۲۴        |
| همه شب                               | ۱۳۳۱           | نیمایی                        | ۱۹        |
| در کنار رودخانه                      | ۱۳۳۱           | نیمایی                        | ۱۷        |
| دل فولادم                            | ۱۳۳۲           | نیمایی                        | ۳۷        |
| روی بندرگاه                          |                | نیمایی                        | ۱۷        |
| شب پرهٔ ساحل نزدیک                    |                | نیمایی                        | ۱۶        |
| هست شب                               | ۱۳۳۴           | نیمایی                        | ۱۱        |
| فرق است                              | ۱۳۳۴           | نیمایی                        | ۱۱        |
| برف                                  | ۱۳۳۴           | نیمایی                        | ۱۴        |
| سیولیشه                              | ۱۳۳۵           | نیمایی                        | ۳۰        |
| در پیش کومه‌ام                        |                | نیمایی                        | ۱۷        |
| کک کی                                |                | نیمایی                        | ۹         |
| بر سر قایقش                          | ۱۳۳۵           | نیمایی                        | ۹         |
| پاسها از شب گذشته‌است                 | ۱۳۳۶           | نیمایی                        | ۱۰        |
| ترا من چشم در راهم                   | ۱۳۳۶           | نیمایی                        | ۸         |
| شب همه شب                            | ۱۳۳۷           | نیمایی                        | ۹         |
| بچهٔ آسمان                            | اوایل دلو ۱۳۰۱ | نوقدمایی                      | ۷۷        |
| دسته گل                              | حمل ۱۳۰۲       | نوقدمایی                      | ۸۸        |
| جدائی                                | اسد ۱۳۰۲       | نوقدمایی                      | ۳۰        |
| سیل                                  | جدی ۱۳۰۲       | نوقدمایی                      | ۳۰        |
| آشیان خراب                           | جدی ۱۳۰۲       | نوقدمایی                      | ۴۴        |
| آئینهٔ سیاه                           | جوزا ۱۳۰۳      | نوقدمایی                      | ۳۶        |
| بینوا سرباز                          | دی ماه ۱۳۰۴    | نوقدمایی                      | ۱۴۰       |
| بز و دهقان                           | دی ۱۳۰۴        | کلاسیک                        | ۳۰        |
| امید مادر                            | بهمن ۱۳۰۴      | نوقدمایی                      | ؟         |
| دیوانه                               | بهمن ۱۳۰۴      | نوقدمایی                      | ۴۴        |
| مست                                  | بهمن ۱۳۰۴      | کلاسیک                        | ۴۰        |
| مدرسه                                | فروردین ۱۳۰۵   | کلاسیک                        | ۲۲        |
| عاقبت                                | اردیبهشت ۱۳۰۵  | نوقدمایی                      | ۴۰        |
| شیر مجروح                            | اردیبهشت ۱۳۰۵  | نوقدمایی                      | ۴۸        |
| مرگ شیر                              | خرداد ۱۳۰۵     | نوقدمایی                      | ۷۴        |
| شاعر آمد شب اشکی بفشان               | خرداد ۱۳۰۵     | نوقدمایی                      | ۳۵        |
| شکسته بال                            | خرداد ۱۳۰۵     | کلاسیک                        | ۵۶        |
| صید                                  | آبان ۱۳۰۵      | کلاسیک                        | ۱۸        |
| آخرین نگاه‌ها                         | فروردین ۱۳۰۶   | نوقدمایی                      | ۲۰        |
| در آرزوی نان                         | فروردین ۱۳۰۶   | نوقدمایی                      | ۵۴        |
| مدح امیر است                         | اردیبهشت ۱۳۰۶  | نوقدمایی                      | ۳۰        |
| ۲۱ ساله                              | خرداد ۱۳۰۶     | نوقدمایی                      | ۵۰        |
| چشم                                  | شهریور ۱۳۰۶    | نوقدمایی                      | ۱۵        |
| صبح قلعه                             | شهریور ۱۳۰۶    | نوقدمایی                      | ۵۱        |
| بوتهٔ ضعیف                            | مهر ۱۳۰۶       | نوقدمایی                      | ۱۶        |
| مادر                                 | آذر ۱۳۰۶       | نوقدمایی                      | ۳۲        |
| بچگی‌اش                               | بهمن ۱۳۰۷      | نوقدمایی                      | ۵۳        |
| خدای دانه                            | اردیبهشت ۱۳۰۸  | کلاسیک                        | ۱۲        |
| مرغ و کبوتر                          | تیر ۱۳۰۸       | کلاسیک                        | ۱۶        |
| غوک آبی                              | آبان ۱۳۰۸      | کلاسیک                        | ۱۰        |
| فراق                                 | قوس ۱۳۰۸       | کلاسیک                        | ۱۶        |
| مادر و وطن                           | آذر ۱۳۰۸       | نوقدمایی                      | ۴۵        |
| گل مهجور                             | آذر ۱۳۰۸       | کلاسیک                        | ۱۰        |
| گربهٔ همدم                            | آذر ۱۳۰۸       | نوقدمایی                      | ۱۲        |
| هدایت                                | دی ۱۳۰۸        | کلاسیک                        | ۱۲        |
| رنج                                  | فروردین ۱۳۰۹   | کلاسیک                        | ۱۴        |
| زود بیدار شو                         | فروردین ۱۳۰۹   | نوقدمایی                      | ۸         |
| بانگ خروس                            | اردیبهشت ۱۳۰۹  | کلاسیک                        | ۲۰        |
| خانهٔ دهاتی                           | اردیبهشت ۱۳۰۹  | کلاسیک                        | ۲۲        |
| نکیر و منکر                          | اردیبهشت ۱۳۰۹  | کلاسیک                        | ۱۶        |
| دزد و امیر                           | خرداد ۱۳۰۹     | کلاسیک                        | ۱۶        |
| یک نفر رومی                          | خرداد ۱۳۰۹     | کلاسیک                        | ۶۴        |
| قلب نازک                             | تیر ۱۳۰۹       | کلاسیک                        | ۱۰        |
| معاشقه                               | تیر ۱۳۰۹       | کلاسیک                        | ۱۶        |
| خاطرات ۳۰۷                           | آذر ۱۳۱۰       | کلاسیک                        | ۱۸        |
| زمستان                               | اسفند ۱۳۱۰     | کلاسیک                        | ۳۲        |
| ماه                                  | اردیبهشت ۱۳۱۱  | کلاسیک                        | ۲۲        |
| عبور کلاغ                            | خرداد ۱۳۱۱     | کلاسیک                        | ۲۶        |
| ای بلبل تو گویا بر بالای مناره       | آبان ۱۳۱۱      | کلاسیک                        | ۱۸        |
| شب آستارا                            | آذر ۱۳۱۱       | نوقدمایی                      | ۴۸        |
| خواب دراز                            | دی ۱۳۱۱        | نوقدمایی                      | ۳۰        |
| پسر خیالی                            | دی ۱۳۱۱        | نوقدمایی                      | ۳۹        |
| کرکس‌ها                               | بهمن ۱۳۱۱      | کلاسیک                        | ۲۲        |
| نگاه گرگ بوی سگ                      | بهمن ۱۳۱۲      | نوقدمایی                      | ۳۲        |
| مرغ آتش                              | تیر ۱۳۱۵       | نوقدمایی                      | ۸۷        |
| از کمانگاه دو چشم تو که تیر آید و بس | بهمن ۱۳۱۶      | کلاسیک                        | ۱۲        |
| منم که نیک و بد این جهان بدیدستم     | مرداد ۱۳۱۷     | کلاسیک                        | ۲۴        |
| صد سال دیگر                          | اسفند ۱۳۱۷     | کلاسیک                        | ۱۶        |
| خواب او                              | آبان ۱۳۱۸      | نیمایی                        | ۱۳        |
| مردار خوار                           | آذر ۱۳۱۸       | کلاسیک                        | ۲۲        |
| دسته گل                              | دی ۱۳۱۸        | کلاسیک                        | ۱۲        |
| ابر ستیزه                            | دی ۱۳۱۸        | نیمایی                        | ۲۶        |
| سه نفره                              | دی ۱۳۱۸        | نوقدمایی                      | ۲۴        |
| غم پنهان                             | بهمن ۱۳۱۸      | نوقدمایی                      | ۲۴        |
| گل کبود                              | اسفند ۱۳۱۸     | نیمایی                        | ۲۴        |
| آتشی افروخته                         | اسفند ۱۳۱۸     | نیمایی                        | ۱۴۰       |
| صدای خر                              | اسفند ۱۳۱۸     | نیمایی                        | ۲۵        |
| گل اهار                              | اسفند ۱۳۱۸     | نیمایی                        | ۲۹        |
| وامپیر                               | اسفند ۱۳۱۹     | نیمایی                        | ۶۱        |
| هدیهٔ آفتاب                           | اسفند ۱۳۱۹     | نیمایی                        | ۲۲        |
| آشیان تاریک                          | اسفند ۱۳۱۹     | نوقدمایی                      | ۳۶        |
| اوکرانی                              | زمستان ۱۳۲۰    | نیمایی                        | ۷۷        |
| پاسبان شب                            | شهریور ۱۳۲۱    | نیمایی                        | ۳۰        |
| چشم در راه او                        | کهر ۱۳۲۱       | نیمایی                        | ۲۳        |
| آوای او                              | اردیبهشت ۱۳۲۲  | نیمایی                        | ۴۹        |
| موزیک خرابه                          | آذر ۱۳۲۲       | نیمایی                        | ۱۱        |
| من تنها                              | دی ۱۳۲۲        | نیمایی                        | ۳۶        |
| من اینجا هستم                        | بهمن ۱۳۲۲      | نیمایی                        | ۱۸        |
| افسون خانهٔ شب                        | اسفند ۱۳۲۲     | نیمایی                        | ۱۷        |
| سوار صبح                             | اردیبهشت ۱۳۲۳  | نیمایی                        | ۱۸        |
| گل شب‌بو                              | دی ۱۳۲۳        | نوقدمایی                      | ۱۴        |
| مرا یک سایه                          | تیر ۱۳۲۳       |                               | ۳۳        |
| رهرو                                 | اسفند ۱۳۲۳     | کلاسیک                        | ۱۰        |
| پرش                                  | خرداد ۱۳۲۴     | کلاسیک                        | ۱۲        |
| ترنج                                 | دی ۱۳۲۴        | کلاسیک                        | ۱۲        |
| گفتی کدام مرهم در کار سبع تو است     | بهمن ۱۳۲۸      | کلاسیک                        | ۱۲        |
| دوشم بخواب آمد دلبر بحالتی           | آذر ۱۳۳۰       | کلاسیک                        | ۲۰        |
| حکایت در صف تنهایی                   | اردیبهشت ۱۳۳۵  | کلاسیک                        | ۱۶        |
| آشنا                                 | نامشخص         | کلاسیک                        | ۱۴        |
| قطعه                                 | نامشخص         | کلاسیک                        | ۱۰        |
| چو دریا ز من هرکه را دستبرد          | نامشخص         | کلاسیک                        | ۶         |
| غزل                                  | نامشخص         | کلاسیک                        | ۱۰        |
| آمد بنشاط از چه راهی چه دری          | نامشخص         | کلاسیک                        | ۴         |
| خواهم ز بد و نیک کناری گیرم          | نامشخص         | کلاسیک                        | ۴         |
| آتش بدرون نهفته اندوخته به تو        | نامشخص         | کلاسیک                        | ۴         |
| چندین مشنو که آنی از خویش برون       | نامشخص         | کلاسیک                        | ۴         |
| آندم که مرا همی‌ستانی خجلم            | نامشخص         | کلاسیک                        | ۴         |
| ابجد همه مانده‌ای بمکیال قیاس         | نامشخص         | کلاسیک                        | ۴         |
| گفتم بوی ای بر آسمان قوس قزح         | نامشخص         | کلاسیک                        | ۴         |
| بسیار بر او خواندم و بر باد رفت      | نامشخص         | کلاسیک                        | ۴         |
| بهر کس اگر بنگری می‌رود               | نامشخص         | کلاسیک                        | ۲۲        |
| نامزد سونیا                          | نامشخص         | نوقدمایی                      | ۳۵        |
| نا پیدا                              | نامشخص         | نوقدمایی                      | ۱۵        |
| برای یک پیس                          | نامشخص         | نوقدمایی                      | ۱۲        |
| اصحاب حدیث پنج فرقه                  | نامشخص         | کلاسیک                        | ۱۴        |
| بیاد آر ای سرو کز خاک من             | نامشخص         | کلاسیک                        | ۹         |